# Holger Nielsen
Holger Louis Nielsen (Copenhaguen, 18 de desembre de 1866 – Hellerup, 26 de gener de 1955) va ser un tirador d'esgrima, de tir olímpic i atleta danès que va prendre part en els Jocs Olímpics de 1896, Atenes, en diferents proves esportives. També és recordat per He haver establert les primeres regles modernes de l'handbol.

## Esgrima
L'esport en què més destacava Nielsen era l'esgrima i a Atenes va competir en la prova de sabre. En una lligueta amb altres quatre tirador, en què tots s'enfrontaven entre ells, Nielsen guanyà a Adolf Schmal i Georgios Iatridis, mentre perdé contra Telemachos Karakalos i Ioannis Georgiadis. Aquest 2-2 li va suposar guanyar la medalla de bronze.

## Tir olímpic
En les proves de tir olímpic Nielsen es va retirar de la prova de Rifle militar, 200m després del primer dia de competició. Havia disparat 20 dels 40 trets disponibles, però es desconeix la seva puntuació. En la prova de Pistola militar, 25m acabà en cinquena posició. Va guanyar la medalla de bronze en la prova de Pistola ràpida, 25m, sent el darrer dels tiradors que finalitzaren la prova. El seu millor resultat el va obtenir en la prova de Pistola lliure, 30m, cosa que representà una sorpresa: la seva puntuació fou de 285, per 442 del vencedor Sumner Paine, suficients per superar els altres tres rivals.

## Disc
Nielsen també disputà la prova de llançament de disc. No se sap del cert els resultats finals de Nielsen, però no va estar entre els quatre millors.